# 下鳥島 (珍島郡)
下鳥島 （ハジョ＝ド、しもちょうとう、朝: 하조도）は、朝鮮半島南西沖にある島。大韓民国全羅南道珍島郡鳥島面に属する。面事務所が置かれており、鳥島面の行政・経済の中心地となっている。

## 概要
下鳥島は、朝鮮半島南西端付近にある珍島のさらに南西沖にある島嶼のひとつである。島の北西に位置する上鳥島、西に位置する羅拝島、南西に位置する大馬島、上鳥島の更に北に位置する玉島（オク＝ト、옥도）などとともに鳥島群島を構成している。面積は、10.55平方キロメートル。
島の全域が多島海海上国立公園に指定されている。島の最高地点は高さ234メートルの神禽山（シングム＝サン、신금산）で、島の東側にある。島の西側には、高さ231メートルの敦大峰（トンデ＝ボン、돈대봉）があり、多くの島々が点在する眺望を楽しむことができる。島の北東端には、1909年に設置された下鳥島灯台がある。上鳥島とは、長さ510メートルの鳥島大橋で結ばれている。